# Planting Peace
Planting Peace –  некомерційна гуманітарна організація, створена з метою «поширення миру в цьому шкідливому світі» (англ. spreading peace in a hurting world). Організація діє відразу в декількох країнах і в кількох напрямках, включаючи підтримку  дитячих будинків на Гаїті і в  Індії, лікування захворювань, що викликаються гельмінтами, охорону  дощових лісів, протидію  булінгу. У 2007 році засновник організації  Аарон Джексон був удостоєний звання героя CNN за допомогу в здійсненні  дегельмінтизації мільйонів дітей на Гаїті . У березні 2013 року Planting Peace відкрила «Будинок рівності» (англ. Equality House), який отримав міжнародну популярність. Цей одноповерховий будинок з пофарбованими в кольори веселки зовнішніми стінами розташований в місті  Топіка (штат Канзас, США) прямо навпроти  Баптистської церкви Вестборо – організації, відомої вкрай негативним ставленням до ЛГБТ . У 2016 році члени Planting Peace пройшли з райдужним прапором по  Антарктиді, щоб «символічно оголосити про те, що всі лесбійки, геї, бісексуали і трансгендери, які відвідують Антарктиду або живуть там, мають усі права людини».

## Історія

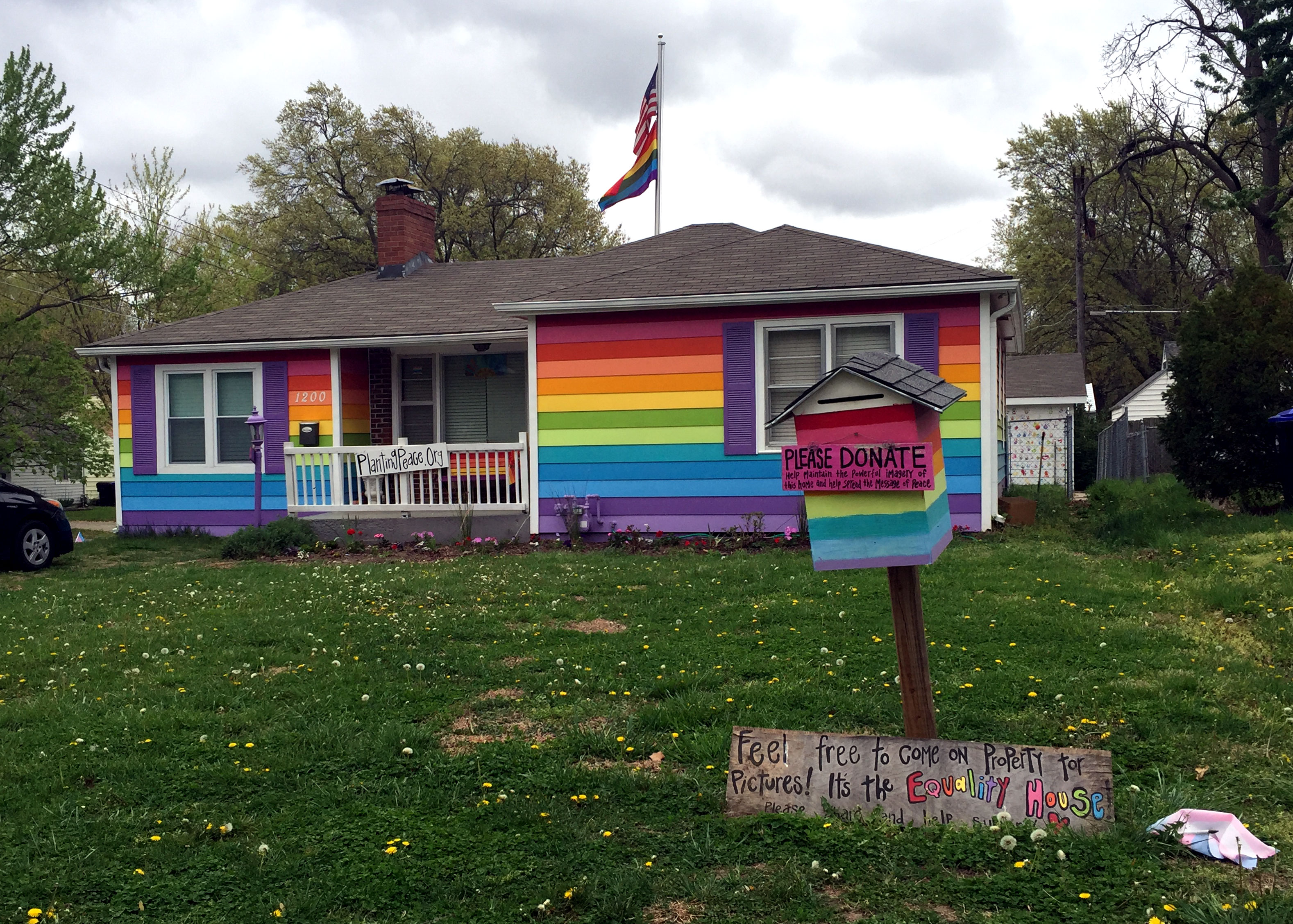
«Будинок рівності»

Організація була заснована в 2003 році Аароном Джексоном (США) і Джоном Льюїсом Дьюбоном (John Louis Dieubon) (Гаїті). Незадовго до того Джексон побував на Гаїті, побачив, в яких умовах доводиться жити багатьом гаїтянські дітям, особливо сиротам і безпритульним, і вирішив створювати притулки для них. Перший притулок на сім дітей був відкритий в 2004 році в Порт-о-Пренс . У 2013 році у Planting Peace було вже чотири дитячих будинки на Гаїті і два в Індії. На Гаїті серйозною проблемою є інфекційні та паразитарні захворювання дітей, в тому числі викликані гельмінтами; з 2005 року Джексон і очолювана ним організація сприяють тому, щоб дегельмінтизація й інше лікування цих захворювань були доступні для малолітніх гаїтянців і для дітей з інших країн, що розвиваються, які страждають від подібних проблем . До 2013 року Planting Peace посприяла наданню такої допомоги більш ніж 13 мільйонам дітей з різних країн, включаючи  Домініканську Республіку, Судан, КНДР і Гаїті .
У 2009 році організація придбала 253 гектара дощових лісів в Перу з метою їх збереження . Учасники програми відновлення лісів Planting Peace висадили понад мільйон дерев Моринга на Гаїті .
У березні 2013 року Planting Peace відкрила «Будинок рівності» в місті  Топіка штату Канзас, а в червні 2016 року по сусідству з ним – «Будинок трансгендерів».

У квітні 2016 року Planting Peace розмістила на рекламному щиті в штаті  Міссісіпі зображення Ісуса Христа, який промовляв: 
«Хлопці, я говорив, що я ненавиджу фіги, але сказав любити твоїх сусідів» 
 (англ. Guys, I said I hate "figs" and to love thy neighbor)
 Це було зроблено в знак протесту проти прийняття нового закону штату, який дозволить відмовити в обслуговуванні представників ЛГБТ з релігійних міркувань . У червні того ж року Planting Peace купила ще один будинок, по сусідству з «Будинком рівності», і розфарбувала його в кольори прапора трансгендерів. Цей будинок призначений для підтримки квір-спільноти .

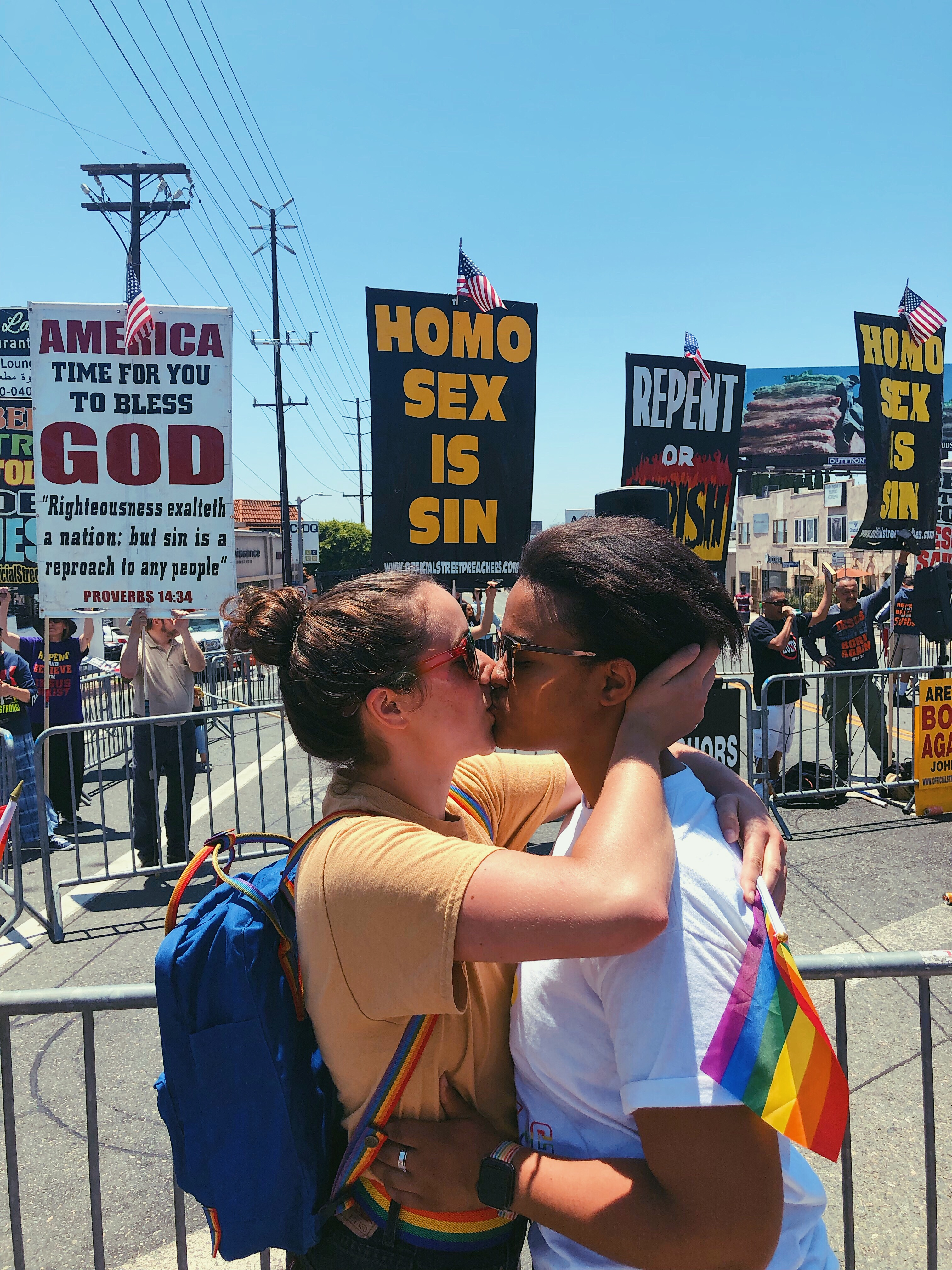
Білборд із зображенням поцілунку Дональда Трампа з Тедом Крузом

У липні 2016 року організація розмістила ще один скандальний білборд. На ньому були зображені чоловіки, які цілуються: Дональд Трамп і Тед Круз. Цей плакат був вивішений в місті Клівленд штату Огайо, де в той час проходив черговий {{:en: 2016 Republican National Convention | Національний з'їзд Республіканської партії США (2016), на якому Трамп став кандидатом в  президенти США .
17 серпня 2016 року Planting Peace вперше в історії відправила райдужний прайд-прапор в стратосферу на висоту 21.1 мили (33.9 км), щоб оголосити космічний простір дружнім до ЛГБТ. На своєму сайті організація заявила, що «Головна мета цієї декларації – підтримати триваючу боротьбу за фундаментальні людські права членів нашої ЛГБТ-сім'ї і наблизити загальне розуміння того, що всі люди гідні жити вільно і любити вільно, без страху і дискримінації» .

## «Будинок рівності»
У 2012 році Planting Peace купила будинок в місті  Топіка штату Канзас, розташований прямо навпроти через вулицю від будинку  Баптистської церкви Вестборо –  організації, відомої своїм різко негативним і навіть ворожим ставленням до ЛГБТ-спільноти , очолюваній Фредом Фелпсом і складається в основному з членів його великої родини (близько 40 осіб у 2011 році, за їх власними даними ).
Аарон Джексон знайшов оголошення про продаж цього будинку на інтерактивній електронній карті Google Earth  і купив його за 81000 доларів США.
У березні 2013 року Planting Peac  пофарбівала куплений будинок зовні в кольори  веселкового прапора на честь прайд-символу ЛГБТ і назвала цю будівлю «Будинком рівності» (англ. Equality House), призначеним для того, щоб «служити ресурсним центром для всіх анти-булінгових ініціатив Planting Peace і видимим нагадуванням про той внесок в справу загальної рівності, який ми, як глобальні громадяни, зробили, а з 2017 року там розміщується головний офіс Planting Peace .
Цей незвичайний будинок привернув увагу журналістів міжнародних ЗМІ, в тому числі журналу Time, газети The Washington Post і телешоу Good Morning America. Доходи від комерційної діяльності в «Будинку рівності» йдуть на здійснення анти-булінговой національної програми Planting Peace, а сама будівля використовується як клуб і гостьовий будинок для волонтерів . У червні 2013 року п'ятирічна дівчинка влаштувала біля «Будинку рівності» лимонадний кіоск і продавала «Рожевий лимонад заради миру» (англ. Pink Lemonade for Peace), щоб заробити трохи грошей для потреб миру і любові – це вона вирішила протиставити словам ненависті, що лунають з сусідньої баптистської церкви. Крім лайок і проклять, члени цієї церкви викликали поліцію, вважаючи незаконною таку торгівлю лимонадом або навіть весь захід в райдужному будинку. Але дівчинка зуміла виручити 400 доларів на місці і ще тисячу доларів пожертвувань через CrowdRise; всі вони надійшли в Planting Peace . До вересня 2014 року обсяг пожертвувань на потреби організації досяг 30000$.
Пізніше в той же місяць на газоні у «Будинку рівності» одружилася лесбійська пара з Алабами. Це стало можливим після прийняття  Верховним судом США двох рішень щодо одностатевих шлюбів. Лесбійок повінчав баптистський священик, виконавчий директор Association of Welcoming and Affirming Baptists, в присутності приблизно сотні людей. Велику частину витрат на цей захід оплатили місцеві бізнесмени і Planting Peace . Сусідня Баптистська церква Вестборо встановила протестні вивіски, але вони не завадили весільній процесії .
У жовтні 2013 в «Будинку рівності» пройшло перше drag show, назване «Відпусти нетерпимість» (англ. Drag Down Bigotry), на якому здійснювався збір пожертвувань на здійснення програми захисту від цькування з метою зниження рівня  самогубств серед ЛГБТ-підлітків .
Перший день відкритих дверей в «Будинку рівності» пройшов в березні 2014 року. У річницю цієї події там же провели цілоденну вечірку, а також виставку пам'ятних речей і біографій «Проект "Спадщина"» (англ. Legacy Project), присвячену діячам, які зробили значний внесок у розвиток ЛГБТ-спільноти. Було зроблено пам'ятнуа групову фотографію пар, що цілуються, названа «Постав за мир» (англ. Plant one for Peace) і виражає, за задумом авторів, співчуття .
У червні 2015 року біля будинку провели постановочне «гей-весілля» Гендальфа і  Дамблдора . Цей спектакль отримав фінансову підтримку через CrowdRise після того, як церква Вестборо написала в своєму «Твіттері», що потроїть пікетування, якщо сусіди організують подібну церемонію укладення шлюбу між чоловіками .
У жовтні 2016 року «Будинок рівності» піддався акту вандалізму і обстрілу: його зовнішні стіни були розписані образливими гомофобними написами, і в них навіть виявили кілька кульових пробоїн. Ці графіті і сліди від куль були збережені, і гостям будинку пропонувалося написати слова любові на тій же стіні з вандальскими написами .

## «Будинок трансгендерів»
Через вандалізм і з інших причин зовнішні стіни «Будинки рівності» доводилося регулярно перефарбовувати. Перефарбовування вирішили зробити щорічною акцією і приурочити до  Дня пам'яті трансгендерів; незадовго до нього стіни розфарбовували в рожевий, білий і блакитний ( кольори прапора трансгендерів), а потім – знову в кольори веселкового прапора. Так було до 2016 року, коли восьмирічна трансгендерна дівчинка Евері Джексон (англ. Avery Jackson, не родичка Аарона Джексона), яка побувала в «Будинку рівності» під час такого перефарбовування, вирішила, що потрібно купити сусідній будинок і зробити його постійним місцем для трансгендерів. Вона почала публічну кампанію зі збору коштів для такого придбання, і вже в перші три години вдалося зібрати майже дві тисячі доларів. Засновник «Будинку рівності» також підтримав її, сказавши, що «Будинок трансгендерів» стане ще одним символом надії для ЛГБТ-спільноти .
Це вдалося, сусідній будинок теж став власністю організації Planting Peace і 26 червня 2016 він був пофарбований у кольори прапора трансгендерів і призначений для них . Більшу частину коштів на цей проект виділили бізнесмен Мартін Дунн (Martin Dunn), президент компанії Dunn Development corp, який сказав про це: «якби у мене була дитина-трансгендер, я б хотів, щоб було таке місце, де її приймуть і прославлять. Досі такого не було в цій країні, а це повинно бути».